# Homocea
Homocea – wieś w Rumunii, w okręgu Vrancea, w gminie Homocea. W 2011 roku liczyła 5250
mieszkańców